# Endoxon
Pour les articles homonymes, voir Endoxon (entreprise).

Endoxon (en grec ancien : « probable ») est un concept de philosophie grecque qui désigne la probabilité que quelque chose soit vrai, par rapport à ce que la doxa tient pour vrai. L'opinion la plus acceptée par tous est endoxon. 

## Concept
Endoxon renvoie à la probabilité. Il ne s'entend toutefois pas dans le sens mathématique de la probabilité en tant qu'espérance, mais de ce qui est entendu comme probable car venant de l'opinion communément admise comme vrai. L'endoxon dérive ainsi de la doxa. L'endoxon peut relever du niveau sociétal comme du simple niveau de la cellule familiale. 
Le terme est utilisé en particulier par Aristote, et joue un rôle central dans la Rhétorique et les Topiques. Selon le Stagirite, dans un raisonnement dialectique, les prémisses sont toujours « plus endoxon et plus intelligibles » que la conclusion. Aristote écrit : « Une prémisse dialectique est une interrogation respectée soit par tous (endoxon), soit par la plupart, soit par les savants, et parmi ces derniers soit par tous soit par la plupart soit par les plus connus d'entre eux, à condition que ce ne soit pas un paradoxe ».